# Aagaardia
Aagaardia is een geslacht van muggen uit de familie van de dansmuggen (Chironomidae). De wetenschappelijke naam van het geslacht is voor het eerst geldig gepubliceerd in 2000 door Saether.
Soorten uit dit geslacht komen voor in Canada, Finland, Noorwegen, Rusland en Turkije.

## Soorten
De volgende soorten zijn bij het geslacht ingedeeld:
- Aagaardia longicalcis Saether, 2000[1]
- Aagaardia protensa Saether, 2000[1]
- Aagaardia oksanae Makarchenko & Makarchenko, 2005[2]
- Aagaardia sivertseni (Aagaard, 1979)[3]
- Aagaardia triangulata Saether, 2000[1]